# Kompleks fabryczny wytwórni wódek na Dąbiu w Krakowie
Kompleks fabryczny wytwórni wódek na Dąbiu – zespół budynków fabrycznych wytwórni wódek w Krakowie przy ul. Fabrycznej 13–15, w ówczesnej dzielnicy XX Dąbie (obecnie dzielnica dzielnica II).
Budowę kompleksu według projektu inż. Stanisława Piotrowskiego Dyrekcja Państwowego Monopolu Spirytusowego rozpoczęła w 1928. Główna część zespołu fabrycznego (hala produkcyjna i magazyn) powstała po dwóch stronach toru kolejowego, który był połączony z linią kolejową do Kocmyrzowa (nieopodal znajdowała się stacja Kraków Dąbie). Budynki, które postawiła największa firma budowlana międzywojennego Krakowa Spójnia Budowlana Stryjeński, Mączyński, Korn, miały wówczas ceglane elewacje, otynkowane częściowo jedynie wokół okien (po wojnie budynki otynkowano w całości i straciły swój pierwotny charakter). Poza budynkami fabrycznymi powstał również trzypiętrowy budynek mieszkalny dla kierowników zakładu - mieścił się w nim żłobek.
Produkcję w Państwowej Wytwórni Wódek nr 11 prowadzono od maja 1931 - w tym okresie fabryka zatrudniała około 500 robotników i 55 pracowników umysłowych. W czasie II wojny światowej Niemcy częściowo rozbudowali fabrykę, zwiększając zatrudnienie do 1000. Po wojnie krakowskie zakłady podporządkowano centrali w Warszawie, czyli późniejszego Polmosu. W okresie PRL stopniowo modernizowano zakład oraz dobudowywano nowe obiekty. W 1991 zakłady wydzieliły się jako Krakowskie Przedsiębiorstwo Przemysłu Spirytusowego i Drożdżowego „Polmos”. W zakładzie uruchomiono wówczas nowe linie rozlewnicze, a na rynek wprowadzano nowe wyroby alkoholowe. W 1997 zmieniono nazwę zakładów na Przedsiębiorstwo Przemysłu Spirytusowego – Destylernia „Polmos” w Krakowie, a w 1998 na Destylernia „Polmos” w Krakowie S.A.. W 2002 destylernię sprywatyzowano - weszła wówczas w skład grupy kapitałowej Belvedere, obecnie Sobieski. W 2010 zakłady produkcyjne w Krakowie zakończyły działalność, ich wyposażenie trafiło do innych podmiotów grupy, a rozlewanie wódki Krakowskiej przeniesiono do Polmosu Łańcut. Budynki wynajmowane są pod działalność innych firm.

## Galeria zdjęć

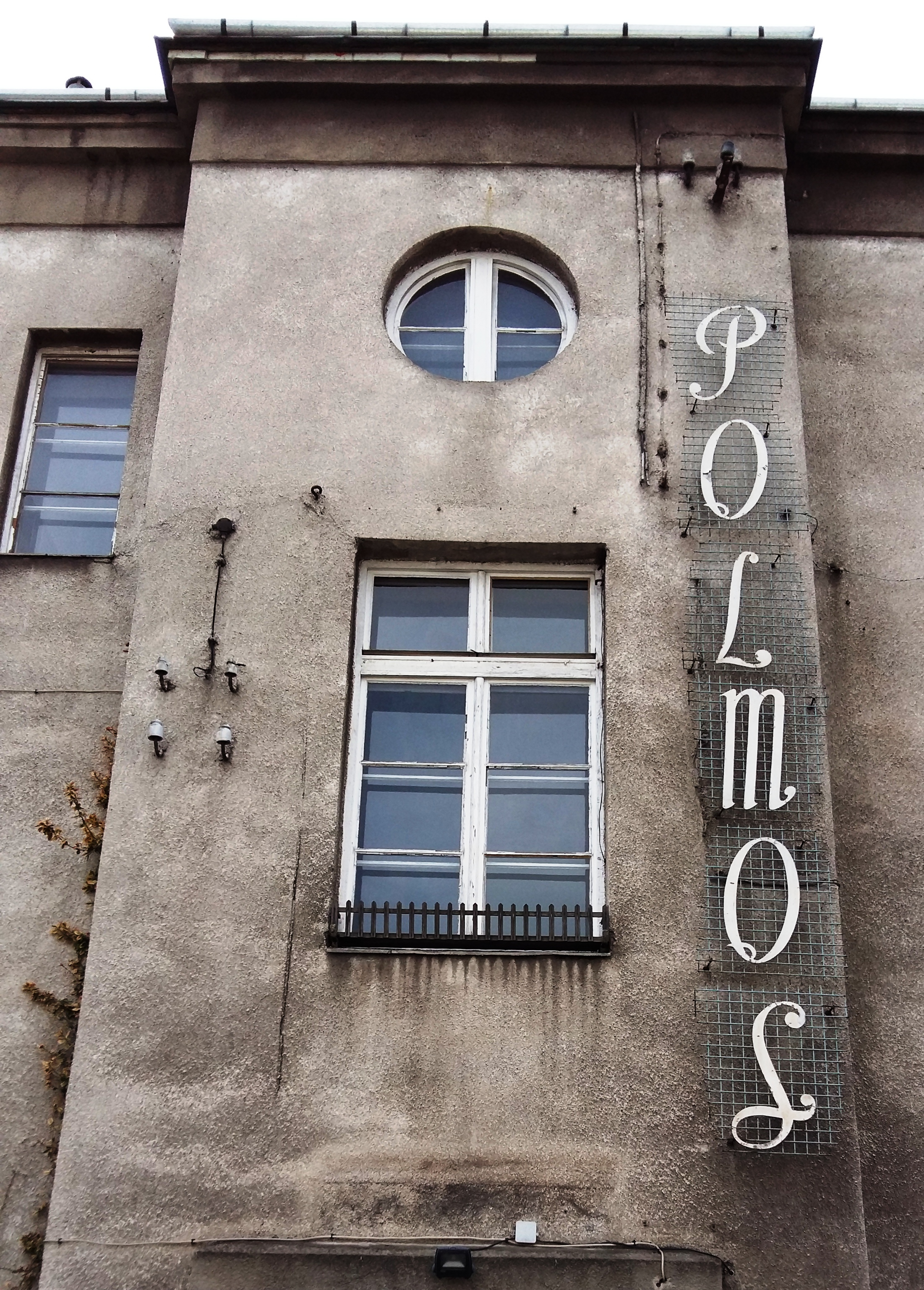
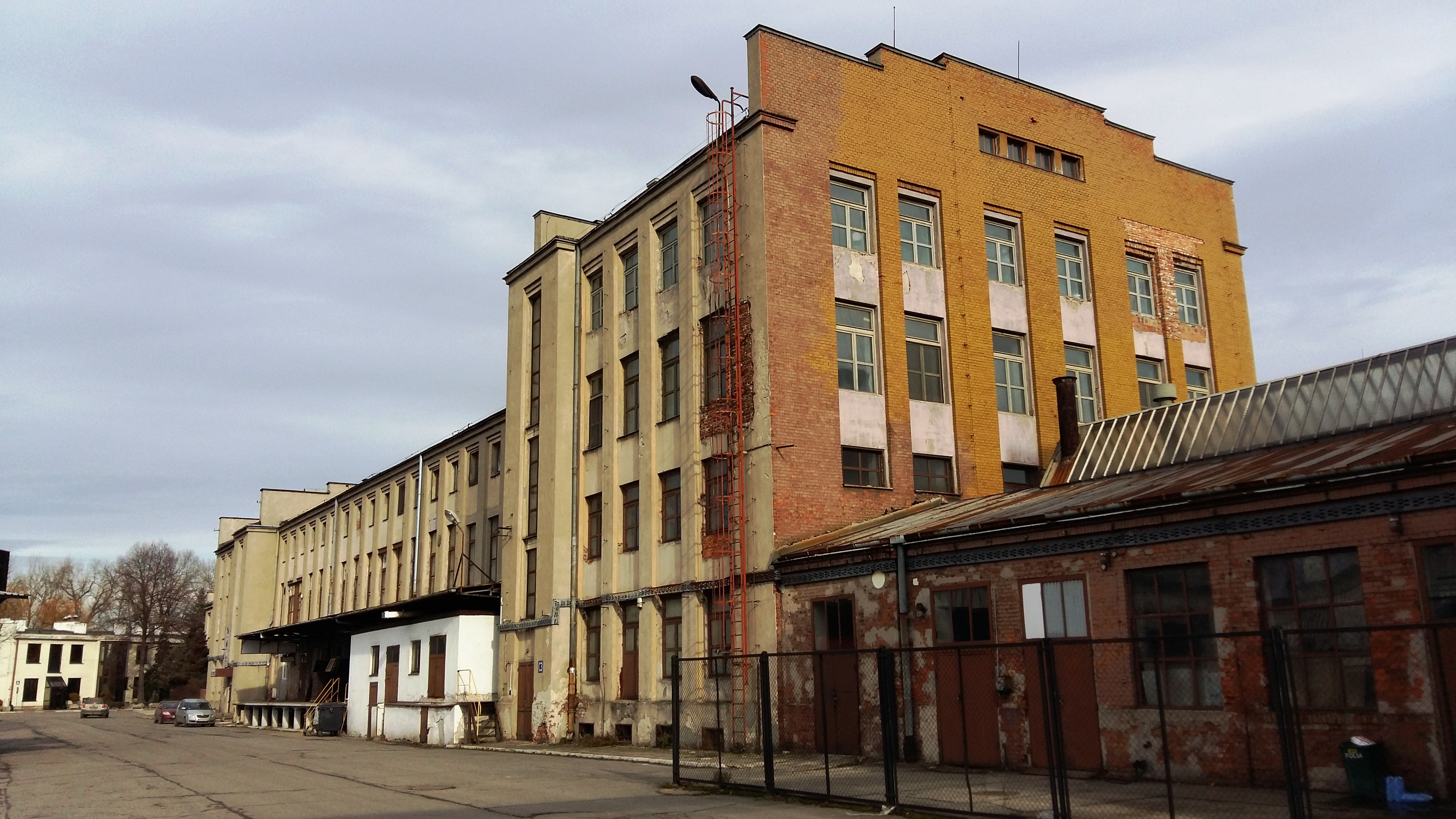
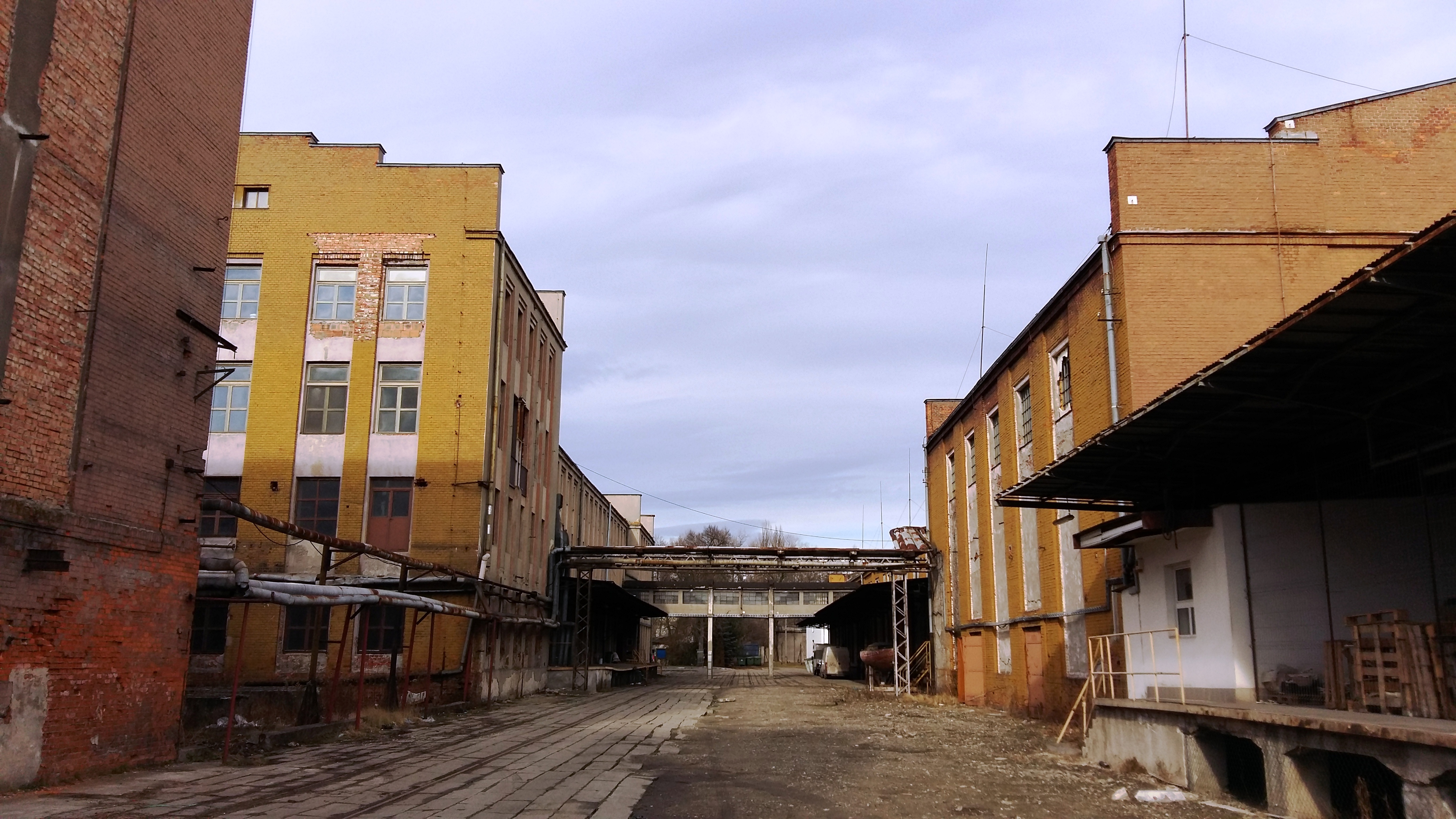
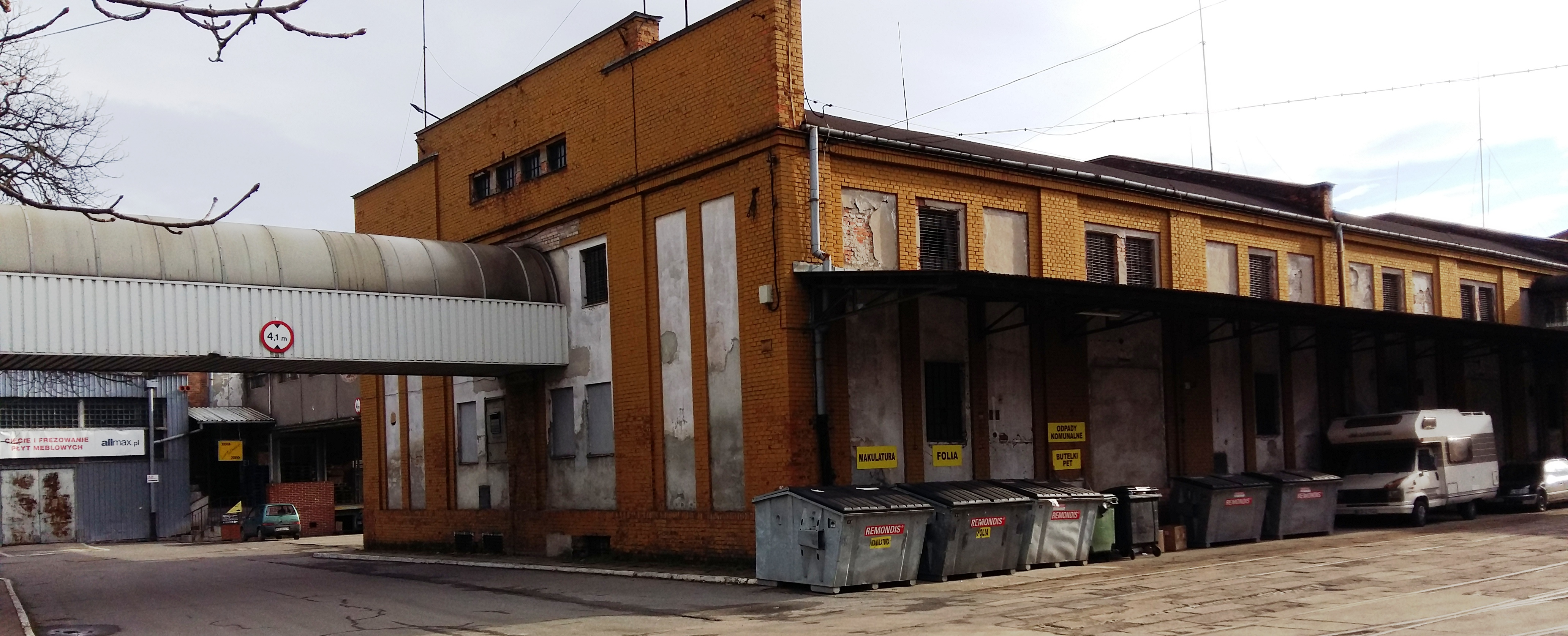
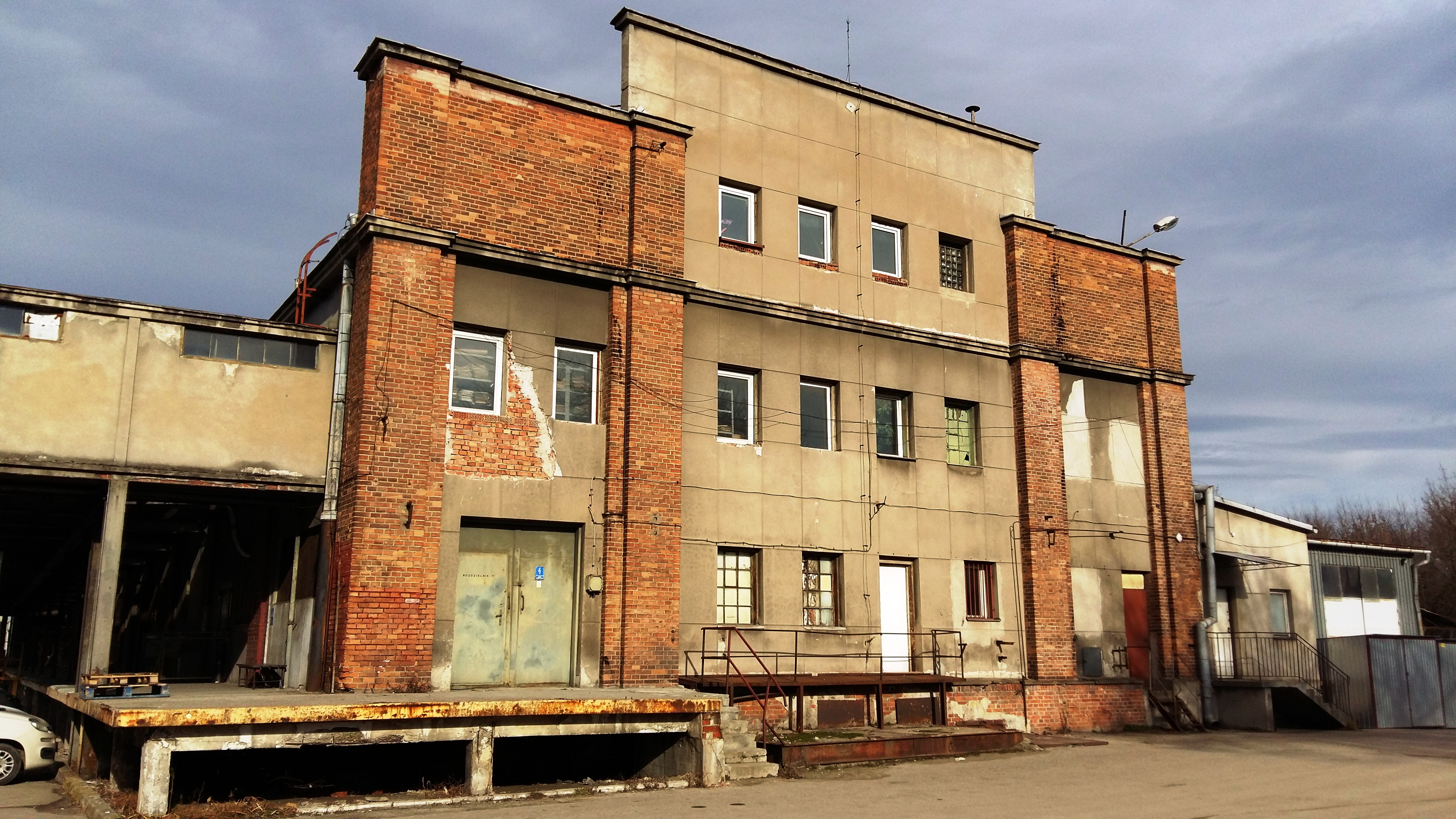